# Henrik Hägglund (1907–1979)
Johan Henrik Hägglund, född den 16 oktober 1907 i Helsingborg, död den 15 januari 1979 i Lund, var en svensk präst, son till teologen Henrik Hägglund.
Hägglund avlade studentexamen 1927 och teologie kandidatexamen 1931. Han prästvigdes och blev vice pastor i Gudmuntorps församling samma år, i Stoby församling 1934, kyrkoadjunkt i Gessie församling 1936, kyrkoherde i Östra Sallerups församling 1943, kontraktsprost i Frosta 1961. Han var sekreterare i Lunds stifts kyrkliga ungdomsförbund 1941, vice ordförande i Lunds stifts söndagsskolenämnd 1947–1953, ordförande 1953–1962, vice ordförande i Diakonistyrelsens söndagsskolenämnd 1947–1965 och ledamot av söndagsskolerådet 1955–1965. Han blev ledamot av Nordstjärneorden 1963. Hägglund är begravd på Östra Sallerups kyrkogård.